# Europejskie Centrum Muzyki Krzysztofa Pendereckiego
Europejskie Centrum Muzyki Krzysztofa Pendereckiego w Lusławicach (The Krzysztof Penderecki European Centre for Music in Lusławice) – narodowa artystyczna instytucja kultury w Lusławicach w województwie małopolskim, której misją jest rozwijanie talentów muzycznych najzdolniejszych młodych instrumentalistów, wokalistów oraz dyrygentów z całego świata poprzez tzw. kursy mistrzowskie, a także szerzenie rozległego dziedzictwa Krzysztofa Pendereckiego.
Europejskie Centrum Muzyki Krzysztofa Pendereckiego utworzone zostało 1 października 2005 przez Ministerstwo Kultury i Dziedzictwa Narodowego oraz Stowarzyszenie Akademia im. Krzysztofa Pendereckiego - Międzynarodowe Centrum Muzyki, Baletu i Sportu. 31 sierpnia 2009 zawarto porozumienie o współprowadzeniu i współfinansowaniu budowy przez Ministerstwo Kultury i Dziedzictwa Narodowego, Stowarzyszenie oraz Województwo Małopolskie. Projekt współfinansowany był ze środków unijnych.

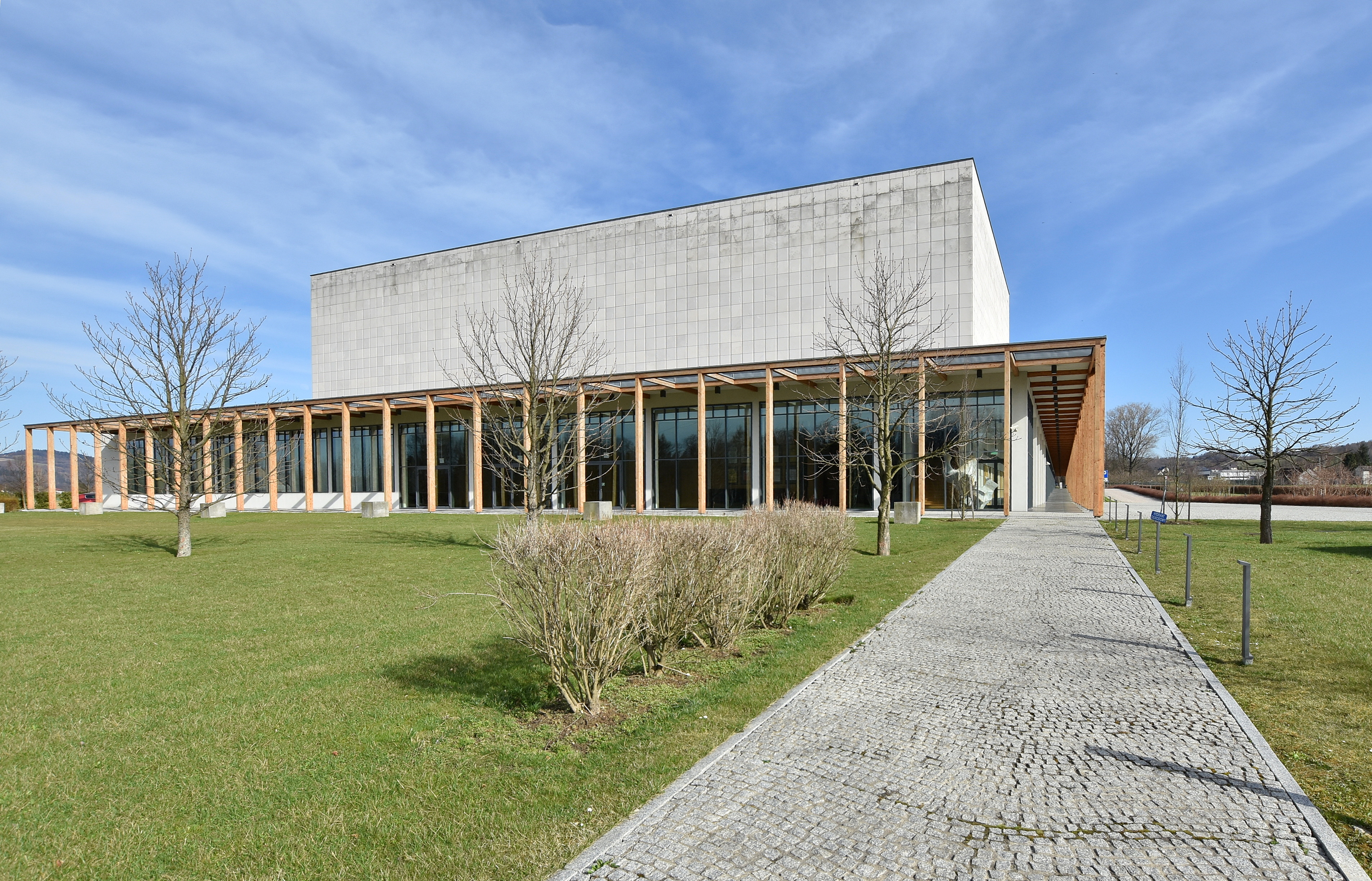
Widok ogólny
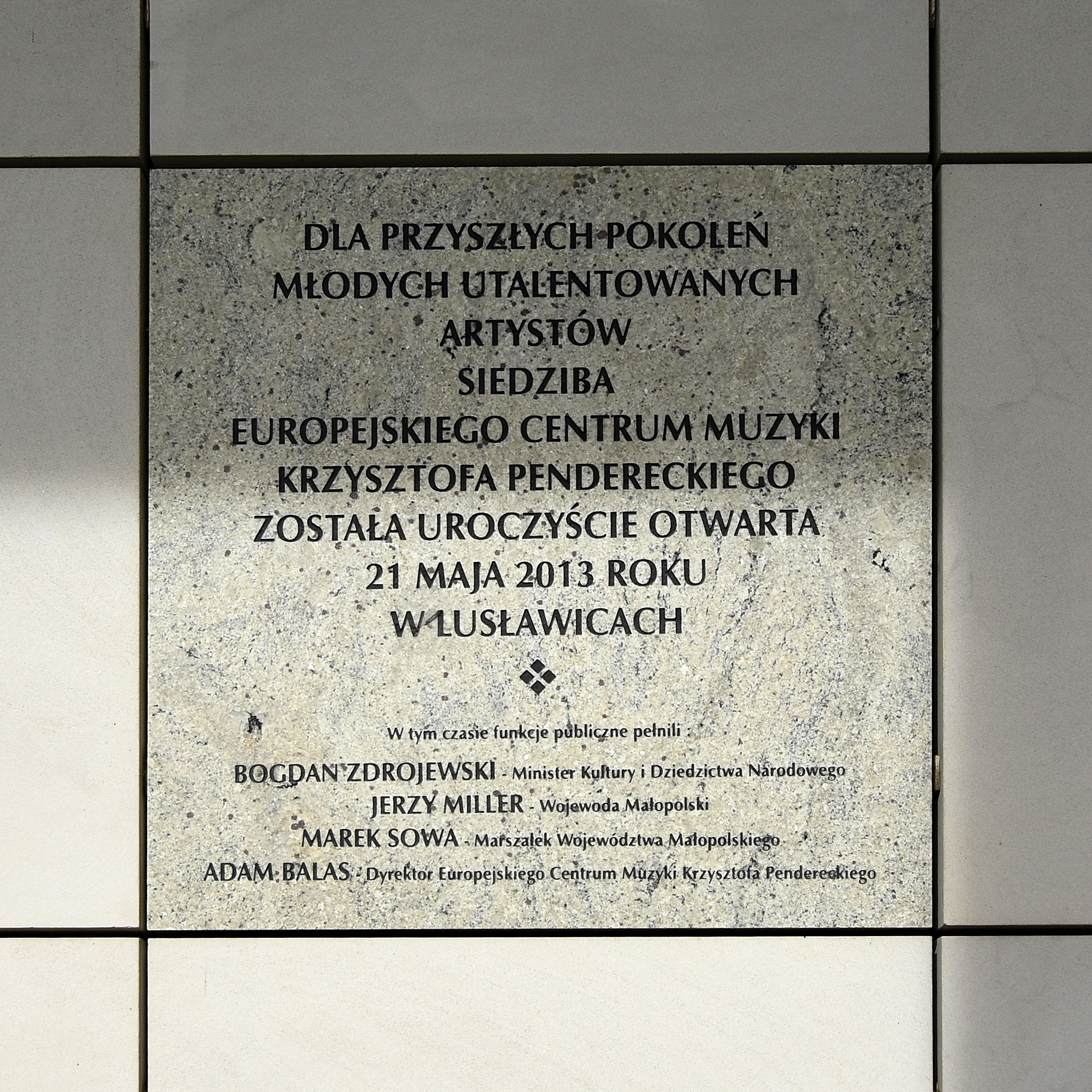
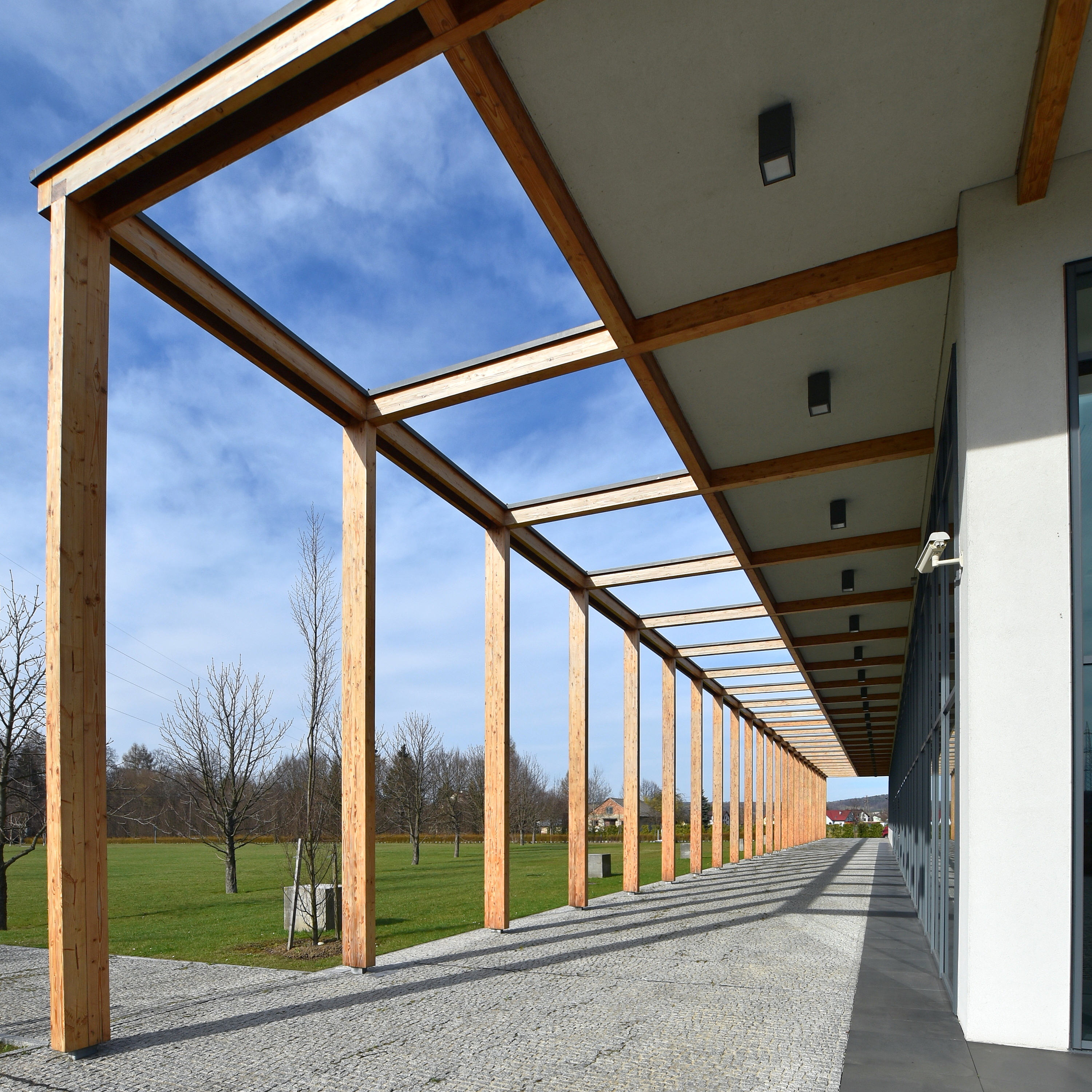

Centrum tworzy sala koncertowa na 650 osób, biblioteka, pomieszczenia dydaktyczne (jak sale ćwiczeń), pracownie instrumentalne, sala kameralna oraz sala konferencyjna. Budowa realizowana była w latach 2010–2012 przez przedsiębiorstwo Skanska SA. Otwarcie Europejskiego Centrum Muzyki nastąpiło 21 maja 2013.
W Urzędzie Marszałkowskim Województwa Małopolskiego w Krakowie 11 października 2023 roku został podpisany aneks do Umowy w sprawie prowadzenia wspólnej instytucji kultury, Europejskiego Centrum Muzyki Krzysztofa Pendereckiego w Lusławicach, pomiędzy Ministerstwem Kultury i Dziedzictwa Narodowego, Województwem Małopolskim i Stowarzyszeniem Akademia imienia Krzysztofa Pendereckiego, Międzynarodowe Centrum Muzyki. Dzięki temu w struktury instytucji został włączony Chór Polskiego Radia. Od tej pory zespół artystyczny funkcjonuje pod oficjalną nazwą: Chór Polskiego Radia w Europejskim Centrum Muzyki Krzysztofa Pendereckiego w Lusławicach (nazwa skrócona: Chór Polskiego Radia – Lusławice).